# Barbie: Fairytopia
Barbie: Fairytopia es una película de animación por ordenador protagonizada por la muñeca Barbie que se estrenó el 8 de marzo de 2005 es la primera de la serie de Fairytopia y es la primera película de Barbie con una idea original.
A esta película, le siguen dos secuelas: Barbie Fairytopia: Mermaidia y Barbie Fairytopia: La Magia del Arco Iris y dos spin-offs: Barbie Mariposa y Barbie Mariposa y la Princesa de las Hadas.

## Argumento
Elina (Barbie) es un hada que vive en un mundo llamado Fairytopia, hogar de todas las hadas del mundo, sin embargo y por una razón desconocida, ella no tiene alas y sufre por no poder volar. Todo esto cambia cuando su hogar se ve afectado por una misteriosa enfermedad que incapacita a todos los seres voladores, siendo obviamente ella la única inmune. Pronto se descubre que la malvada Laverna, hermana gemela de la Reina de Fairytopia, es la responsable de esto. Laverna secuestra a los 7 guardianes para absorber los poderes de sus collares y usarlos para convertirse en la gobernante de Fairytopia. Decidida a ayudar a sus amigos, Elina se embarca en una aventura para detener a Laverna y salvar su hogar.

## Personajes
- Elina: es la protagonista principal. Las otras hadas se burlan de ella porque no tiene alas, pero tiene un arco iris en los ojos, señal que indica que su destino es para las grandes cosas.
- Bibble:[1]
- Dandelion: es la mejor amiga de Elina.
- Los Siete Guardianes:
  - Topaz: Su color es el naranja y es la primera en ser capturada.
  - Ruby: Su color es el rojo.
  - Azura: Es la gobernante de la región de Fairytopia y su color es el azul. Le entrega a Elina su collar antes de ser capturada.
- Hue: una mariposa gigante que ayuda a Elina.
- La hechicera: reina de Fairytopia. Es hermana de Laverna.
- Laverna: hermana de la hechicera y la principal antagonista.
- Príncipe Nalu: Príncipe de Mermaidia.
- Dahlia: una dríade que también ayuda a Elina.

## Reparto
| Personajes    | Voz Original Estados Unidos | Doblaje en Latinoamérica | Doblaje en España       |
| ------------- | --------------------------- | ------------------------ | ----------------------- |
| Elina         | Kelly Sheridan              | Melanie Henríquez        | Mar Bordallo            |
| Bibble        | Lee Tockar                  | Lee Tockar               |                         |
| Dandelion     | Tabitha St. Germain         | Anabella Silva           | Beatriz Berciano        |
| Laverna       | Kathleen Barr               | Elena Díaz Toledo        | María Julia Díaz        |
| Topaz         | Tabitha St. Germain         | Edilú Martínez           | Licia Alonso            |
| Azura         | Venus Terzo                 | Soraya Camero            | Pepa Castro             |
| Dahlia        | Chiara Zanni                | Marycel González         | Chelo Molina            |
| Hue           | Mark Oliver                 | Ledner Belisario         | Alejandro (Peyo) García |
| Príncipe Nalu | Alessandro Julian           | Ángel Balam              | Carlos Castel           |
| Ruby          | Scott McNeil                | Rolman Bastidas          | David Carrillo          |